# Characella connectens
Characella connectens är en svampdjursart som först beskrevs av Schmidt 1870.  Characella connectens ingår i släktet Characella och familjen Pachastrellidae.
Artens utbredningsområde är Florida. Inga underarter finns listade i Catalogue of Life.